# Night and Day (film, 2008)
Pour les articles homonymes, voir Night and Day.
Pour plus de détails, voir Fiche technique et Distribution.
Night and Day (밤과 낮, Bamgwa nat) est un film sud-coréen réalisé par Hong Sang-soo, sorti en 2008.

## Synopsis
Sung-nam, un jeune peintre coréen, doit, pour échapper à une arrestation fuir son pays. Il s'envole pour Paris et trouve refuge dans une pension du 14e arrondissement appartenant à un Coréen. D'abord un peu perdu dans ce pays qui lui est inconnu, et souffrant de l'absence de sa femme, il traîne dans les rues de Paris. Mais il s'acclimate progressivement à la vie occidentale et fait la connaissance de deux jeunes Coréennes : Hyun-ju et sa colocataire Yu-jeong, une étudiante aux Beaux-arts.
Au fil de l'été, il tombe de plus en plus amoureux de Yu-jeong et de Paris.

## Fiche technique
- Titre : Night and Day
- Titre original : 밤과 낮 (Bamgwa nat)
- Réalisation : Hong Sang-soo
- Musique : Jeong Yong-jin
- Pays d'origine : Corée du Sud
- Langue : coréen

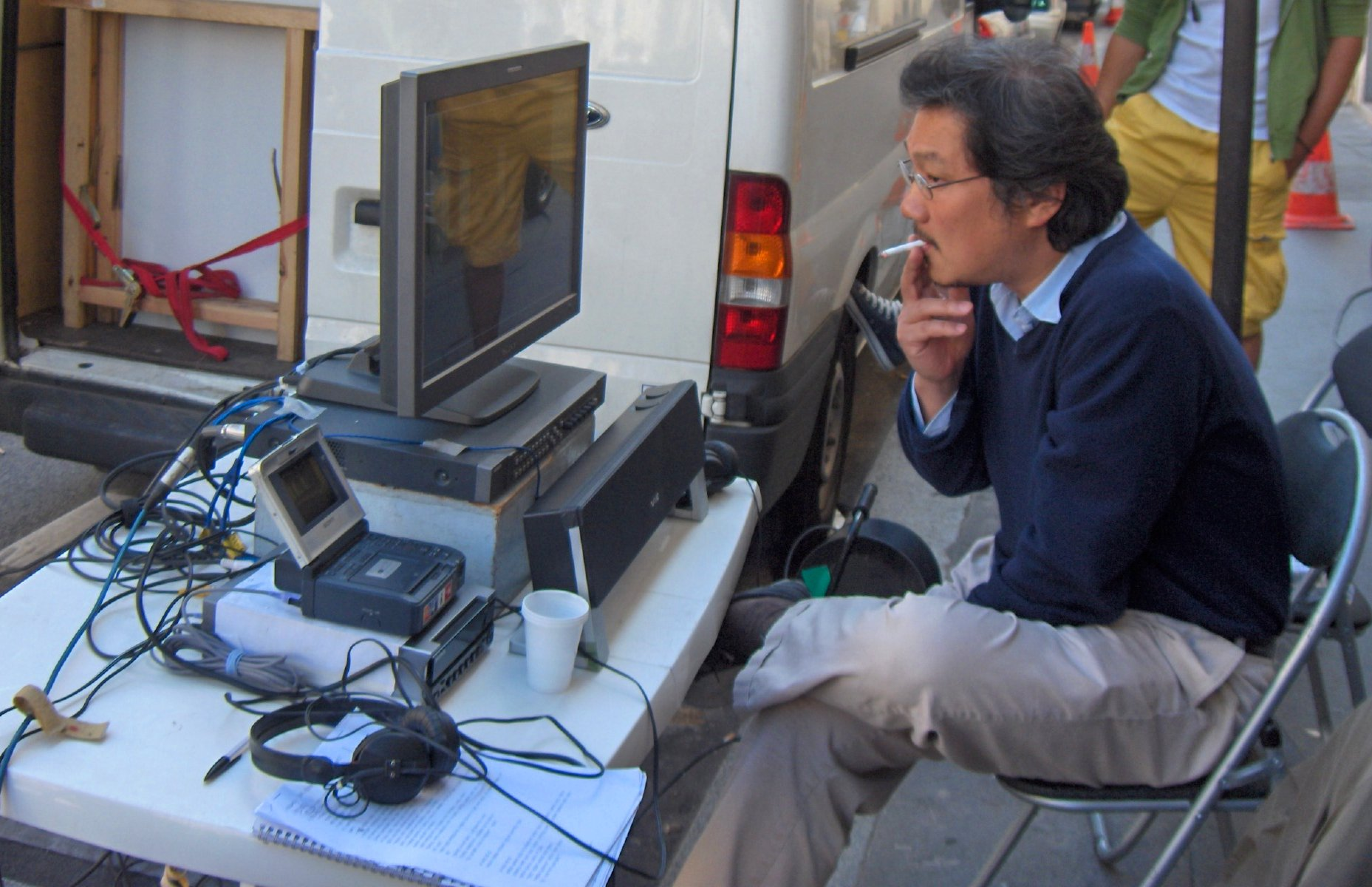
Hong Sang-soo sur le tournage du film Night and day (photo prise le 5 septembre 2007 à Paris)

- Format : Couleurs - 1,85:1 - Dolby Digital - 35 mm
- Genre : Drame et romance
- Durée : 145 minutes
- Date de sortie : 2008

## Distribution
- Gi Ju-bong  : M. Jang
- Cyril Hutteau : Chauffeur de Taxi
- Hwang Su-jeong  : Han Sung-in
- Kim Yeong-ho  : Kim Sung-nam
- Lee Seon-gyun  : Yun Kyeong-su
- Park Eun-hye  : Lee Yoo-jung
- Seo Min-jung  : Jo Hyeon-joo
- Jérémie Elkaïm : l'homme sortant de l'appartement